# 尼古拉·韦列捷尼科夫
尼古拉·伊万诺维奇·韦列捷尼科夫（俄語：Никола́й Ива́нович Верете́нников；1871年—1955年）是苏联的一个教育家、作家。
韦列捷尼科夫是弗拉基米尔·列宁的表弟，其母安娜·韦列捷尼科娃是列宁的母亲玛丽亚·乌里扬诺娃的姐妹。他出生于萨拉托夫。1896年，他毕业于喀山大学，之后在多所学校教授物理和数学。十月革命后，他在财政人民委员部的一个部门担任负责人。1924年—1928年，他在俄共（布）/联共（布）中央统计部工作，随后在莫斯科大学工农速成班和交通工程师学院任教，还在交通人民委员部的进修课程上授课。1934年，因健康原因离职，并获准领取个人养老金。他著有关于列宁的回忆录《沃洛佳·乌里扬诺夫》，于1939年出版。1955年，他在莫斯科去世，遗体被安葬于新圣女公墓。